# 眾媒橘子
眾媒橘子newsMedia為遊戲橘子集團下的媒體次集團，旗下新聞媒體品牌包含《NOWnews今日新聞》、《我傳媒》、《四方報》、《TCN》（原英文中國郵報）等，提供國內與國際各領域新聞與內容資訊服務。
《NOWnews今日新聞》於 2008 年 4 月正式上線，是台灣第一個網路原生即時新聞網站，擁有獨立編採團隊，每日產製逾政治、財經、生活、運動、娛樂、國際、社會、旅遊、美食、3C、消費、地方等新聞，除了即時新聞更有多元化專題，帶領讀者看到豐富專業的深度觀點。
《四方報》早期為台灣多語言之報紙型月刊。越南文《四方報》於 2006 年創刊，目前皆轉朝網路平台與線上新聞方式經營，並以「四方皆朋友，報導即服務」的精神，成為東南亞移民/工在台灣發聲及重要資訊的媒體平台。
《我傳媒》於 2011 年打造全新網路品牌 WalkerLand，並整合 Taipei Walker、Japan Walker，三大品牌提供全台吃喝玩樂最新情報，讓用戶能隨時便利地搜尋想要的美食旅遊資訊。
《Taiwan Current News》前身為《英文中國郵報》，1952 年創立，為在台發行的英文報紙；2017 年移轉至集團內，成功轉型經營英文新聞頻道網站，更名為《Taiwan Current News》後，將朝高度運用 AI 科技，同時經營深度國際觀新聞內容發展。

## 歷史
2025年6月26日成立眾媒橘子，結合《NOWnews今日新聞》、《四方報》、《我傳媒》及前身為《The China Post》英文中國郵報的新媒體《Taiwan Current News》四大媒體品牌，全方面強化科技運用，並堅守新聞媒體社會責任，目標朝台灣最重要的國際數位媒體集團前進。

## 外部連結
眾媒橘子
遊戲橘子